# Убийство Санды Дии
| Место                 | Ворселаар, Бельгия                                                    |
| --------------------- | --------------------------------------------------------------------- |
| Время                 | Посвящение: 4-5 декабря 2018                                          |
| Время                 | Смерть: 7 декабря 2018                                                |
| Обстоятельства смерти | Ритуал посвящения в студенческое братство                             |
| Виновные              | 18 студентов                                                          |
| Вердикт суда          | Виновны в непредумышленном убийстве                                   |
| Приговор              | Штраф в размере 400 евро и 200—300 часов общественных работ с каждого |

Санда Диа был бельгийским студентом, который умер в университетской больнице Антверпена в 2018 году в результате посвящения в студенческое братство Рёйзегом в возрасте 20 лет. Он учился в Католическом университете Левена.
4 и 5 декабря 2018 года члены братства в ходе посвящения заставили Дию заживо съесть золотую рыбку, выпить большой объем алкогольных напитков и рыбьего жира, простоять на улице в ледяной воде на протяжении семи часов, а также подвергли его другим унижающим достоинство действиям. Наконец Диа потерял сознание, и его отвезли в больницу, где через два дня он умер от полиорганной недостаточности. Его смерть была связана с чрезвычайно высоким содержанием соли в рыбьем жире, который студенты заставили его выпить с целью вызвать рвоту. Врач и судебно-медицинский эксперт Вернер Джейкобс сообщил в суде Хасселта, что у Дии было также несколько травм, вызванных насильственными действиями.
Четыре года спустя восемнадцать неназванных членов братства были признаны виновными в непредумышленном убийстве. Апелляционный суд Антверпена приговорил каждого из них к уплате штрафа в размере 400 евро и 200—300 часам общественных работ.

## Санда Диа
Санда Диа был студентом инженерного факультета из Эдегема, на момент смерти ему исполнилось 20 лет. Его отец был беженцем из Сенегала.
До инцидента у Дии не отмечалось серьезных проблем с состоянием здоровья.

## Посвящение и смерть
5 декабря 2018 года в лесной хижине в Форселараре в рамках посвящения в братство Рёйзегом в Левенском университете студенты заставили Дию и двух других кандидатов в братство выпить большое количество алкоголя, затем полуобнаженными встать на колени в лужу с ледяной водой на улице и проглотить живую золотую рыбку. Далее Дию заставили выпить смертельное количество рыбьего жира с целью вызвать рвоту, чтобы срыгнуть золотую рыбку обратно. После нескольких часов пребывания в ледяной луже у Дии случилась остановка сердца и он потерял сознание.
Затем члены братства отвезли его в местную больницу в Малле. У работавшей тогда медсестры сложилось впечатление, что молодые люди не осознавали серьезность его состояния. При этом один из участвовавших в посвящении членов братства Рёйзегом учился на медицинском факультете, однако он ни на каком этапе не оказывал помощь Дии. В 21:49 Дию перевели в университетскую больницу Антверпена, где сотрудники больницы уведомили об инциденте полицию.
После посвящения студенты вместе с родителями и бывшими членами братства стали удалять со своих телефонов улики, такие как текстовые сообщения в чате братства и видеозаписи с посвящения, а также навели порядок в хижине и вокруг нее, пытаясь скрыть произошедшее. На следующий день несколько участников также зашли в жилье Дии и стали уничтожать улики и там. Когда полиция прибыла в хижину в 3:53 утра 6 декабря, место происшествия уже было зачищено.
7 декабря Диа умер от полиорганной недостаточности.
Коронер объяснил его смерть отравлением солью, вызванным чрезмерным употреблением рыбьего жира. Количество соли в его организме было сравнимо с количеством соли у человека, выпившего 4 литра морской воды. Это вызвало у Дии острый отек головного мозга.

## Последствия
Адвокат отца Дии потребовал реконструировать события, которые привели к смерти Дии, однако запрос не был удовлетворен.
Университет Лёвена сначала отстранил студентов, но позже позволил им продолжить учебу. Братство Рёйзегом было распущено после смерти Дии.
26 мая 2023 года Апелляционный суд Антверпена признал восемнадцать членов братства виновными в непредумышленном убийстве и унижении достоинства. Другие обвинения, включая преступную халатность и применение вредной субстанции, повлекшее за собой смерть или болезнь, были сняты. Члены братства были оштрафованы на 400 евро каждый и приговорены к общественным работам на срок от 200 до 300 часов. Студентов дополнительно обязали возместить ущерб семье Дии: 15 000 евро его отцу, 8 000 евро брату и 6 000 евро мачехе. Его мать получила компенсацию в размере 1 евро, как и требовала изначально. Прокуроры требовали приговорить виновных к тюремному заключению на срок от 18 до 50 месяцев.
После краудфандинговой кампании друзья Дии нанесли мурал с его изображением на одно из зданий университета Лёвена.
Излишняя мягкость приговора вызвала множество протестов в Лёвене, Антверпене, Брюсселе, Брюгге и Генте . Неизвестные также нанесли надпись «Fok Reuzegom»[уточнить] на крыше одного из зданий возле железнодорожного вокзала Левена. Акции протеста прошли также в Нидерландах, а именно в Роттердаме и Гааге возле посольства Бельгии. Некоторые члены братства были сыновьями судей, известных юристов и политиков — по мнению ряда общественных деятелей, именно высокий социальный статус семей студентов и их связи с правящей элитой повлияли на мягкость приговора.